# Garfield Augusto Perry de Almeida
Garfield Augusto Perry de Almeida (Rio de Janeiro, 2 de março de 1883 – Rio de Janeiro, 1 de julho de 1942) foi um médico brasileiro.
Filho de Alfredo Augusto de Almeida e de Clotilde Perry de Almeida. Obteve um doutorado na Faculdade de Medicina do Rio de Janeiro em 1903, com a tese  "Fisiologia do sono".
Foi eleito membro da Academia Nacional de Medicina em 1913.